# Хаджар-Кім
Хаджар-Кім, мальт. Ħaġar Qim, букв. «Стоячі камені (для) поклоніння» — мегалітичний храмовий комплекс на острові Мальта. Відноситься до фази Джгантії мальтійської давньої історії (3600-3200 роки до н. е.) . Є найбільшим з мегалітичних храмів Мальти, що зумовлено його неодноразовим розширенням. . 
Будівельники Хаджар-Іма використовували кораловий вапняк. Оскільки цей матеріал достатньо м'який, за тисячоліття свого існування храм сильно постраждав від ерозії.
На фасаді храму розташований вхід, виготовлений з трьох плит вапняка, зовнішня лавка та ортостати. Перед храмом розташований широкий двір з огороджувальним муром. Прохід веде до середини будівлі. Така конструкція нагадує планування інших мегалітичних храмів Мальти. Окремий вхід веде в чотири прибудови, споруджені замість північно-західного апсида.

## Галерея зображень

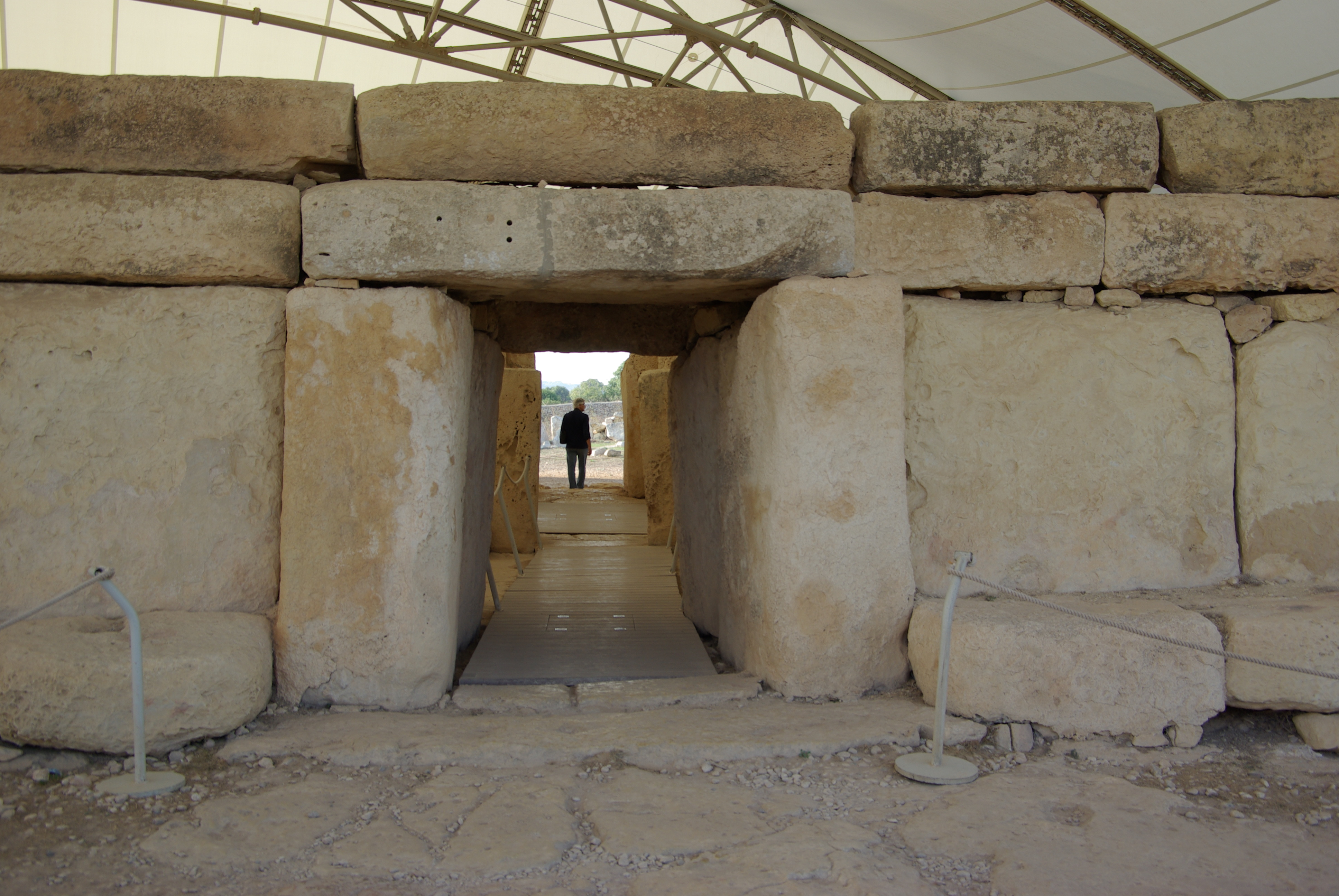
Вхід у Хаджар-Кім
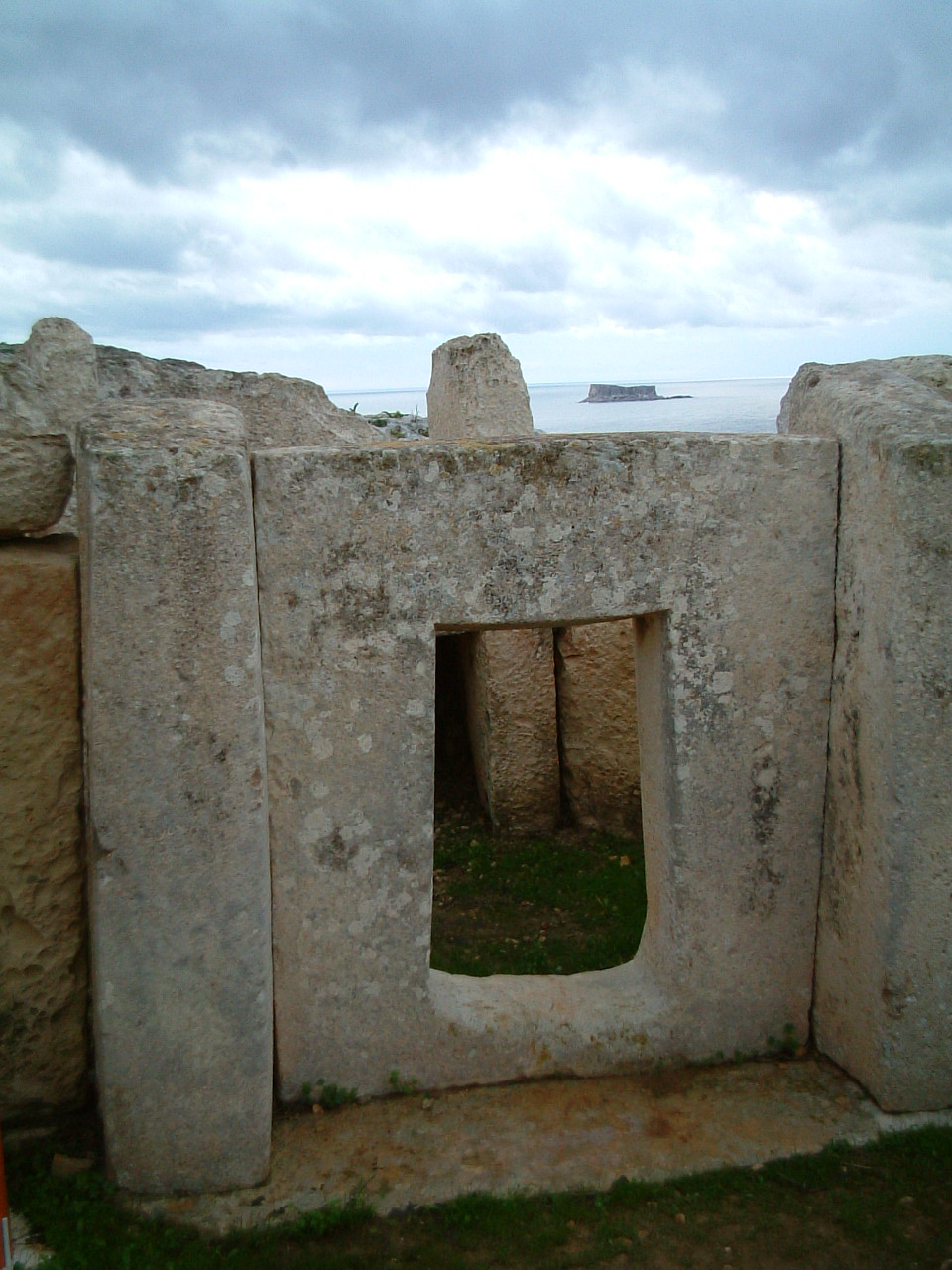
Двері до камери
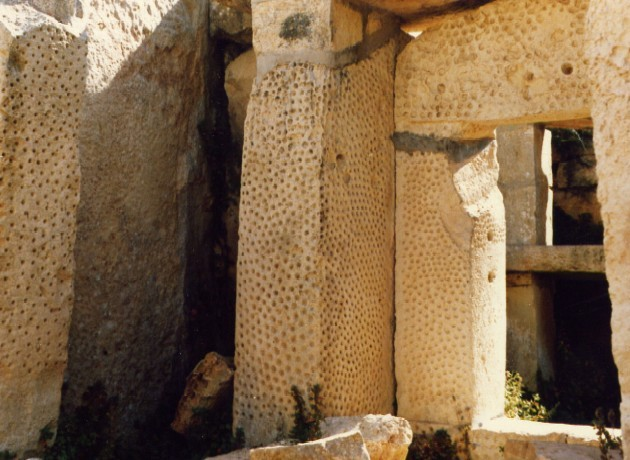
Прикраси храму
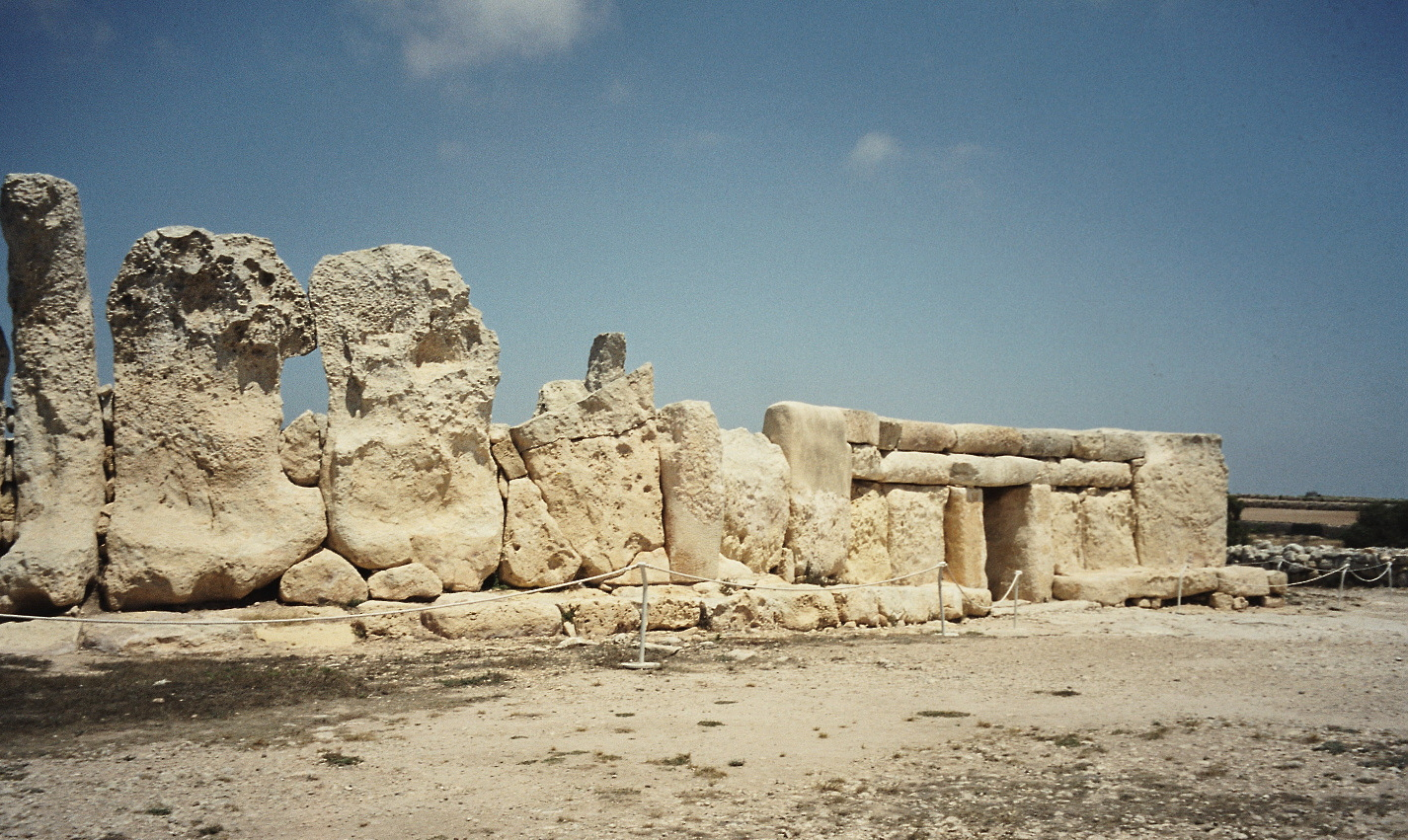
Південна стіна храму Хаджар-Кім
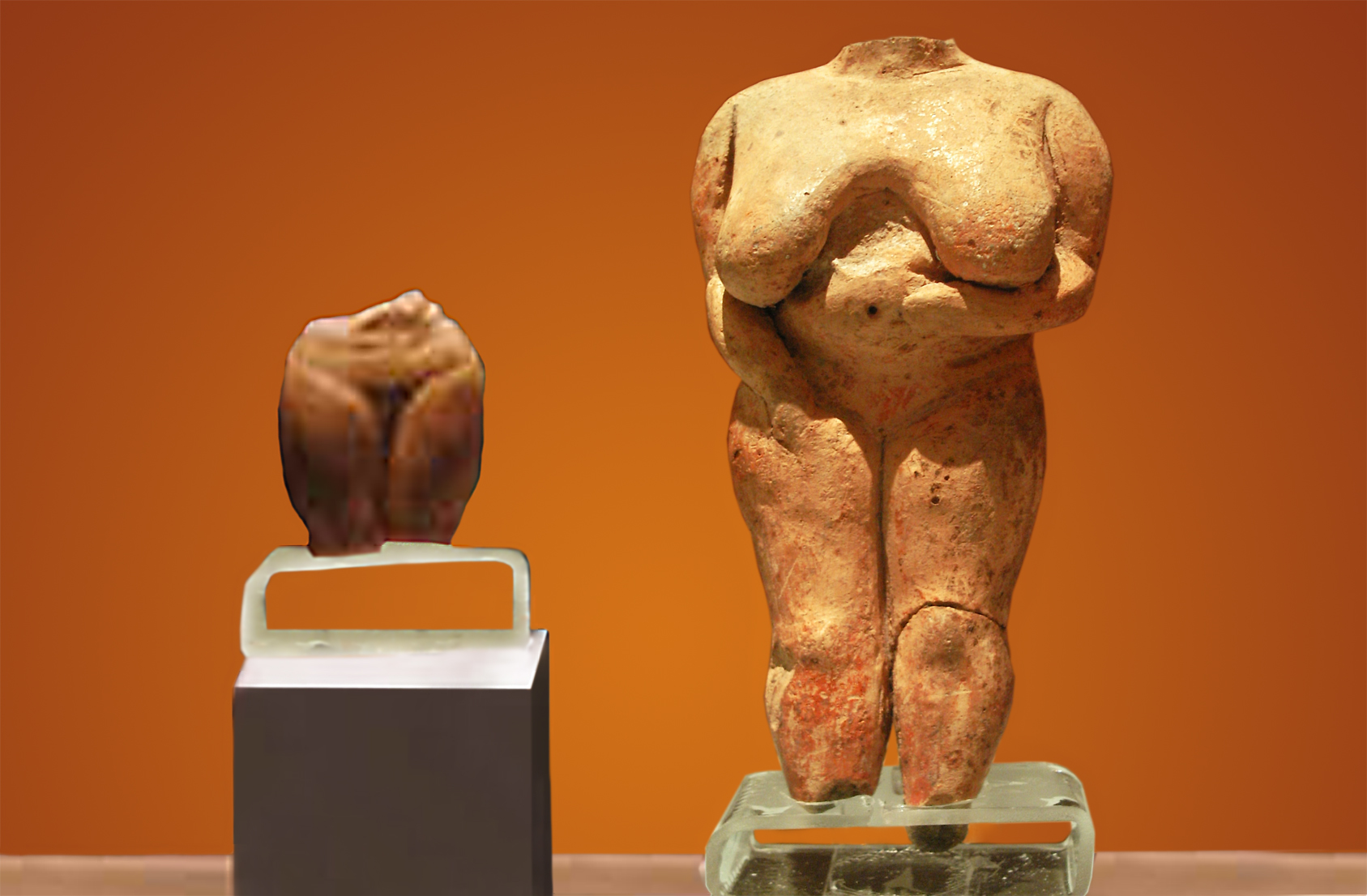
Фігурка "Венери", знайдена в околицях
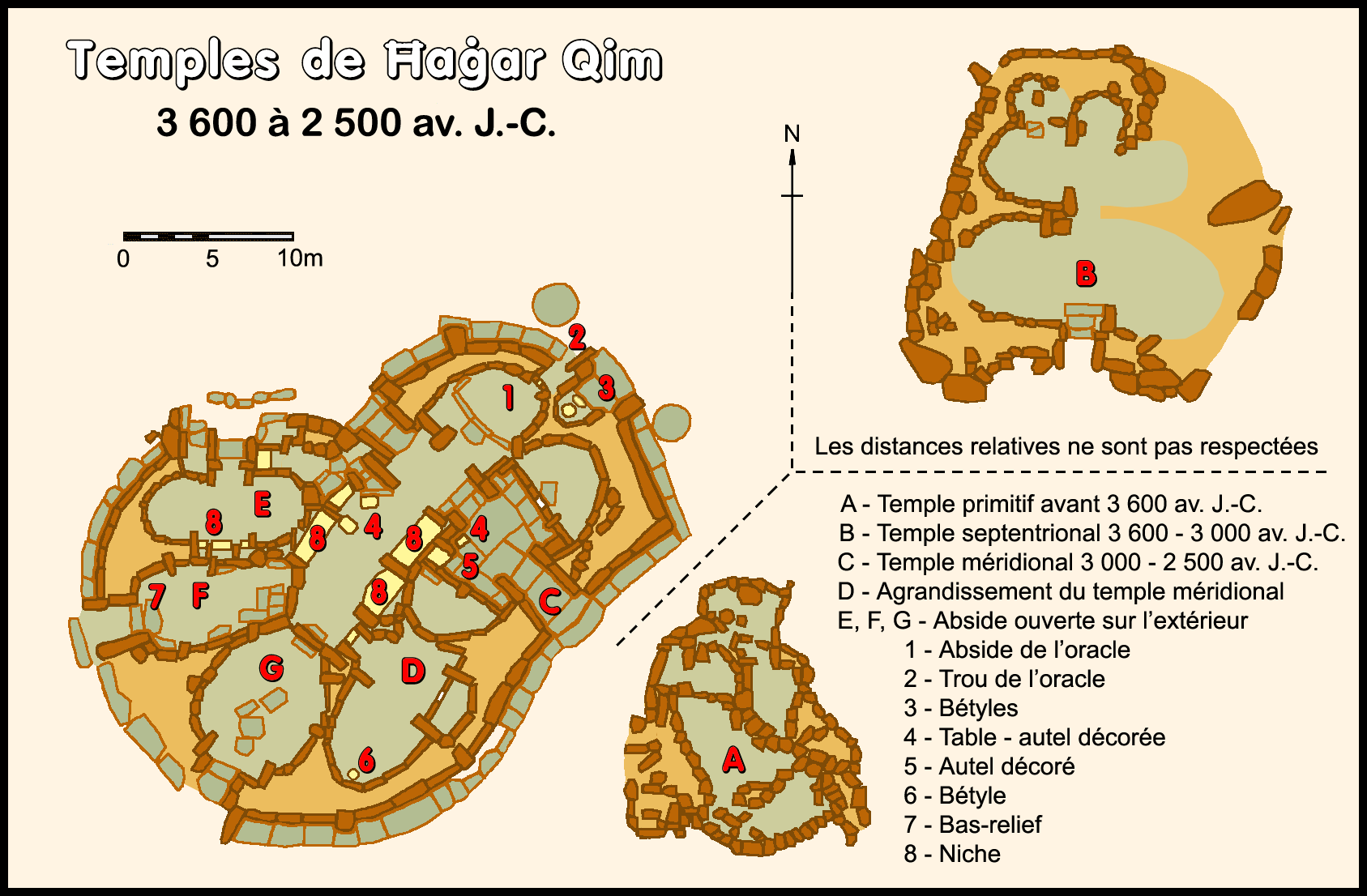
План храмів